# Philip Watkins McKinney
Philip Watkins McKinney (New Store, 1º maggio 1832 – 1º marzo 1899) è stato un politico statunitense.

## Biografia
Fu il quarantunesimo governatore della Virginia. Nato nella contea di Buckingham, studiò al Hampden–Sydney College.
Alla sua morte il corpo venne sepolto al Westview Cemetery, Farmville, Virginia.